# Jorre Verstraeten
Jorre Verstraeten (Leuven, 4 december 1997) is een Belgisch judoka. Naast zijn professionele sportbezigheden studeert hij sportmanagement aan de VUB.

## Carrière

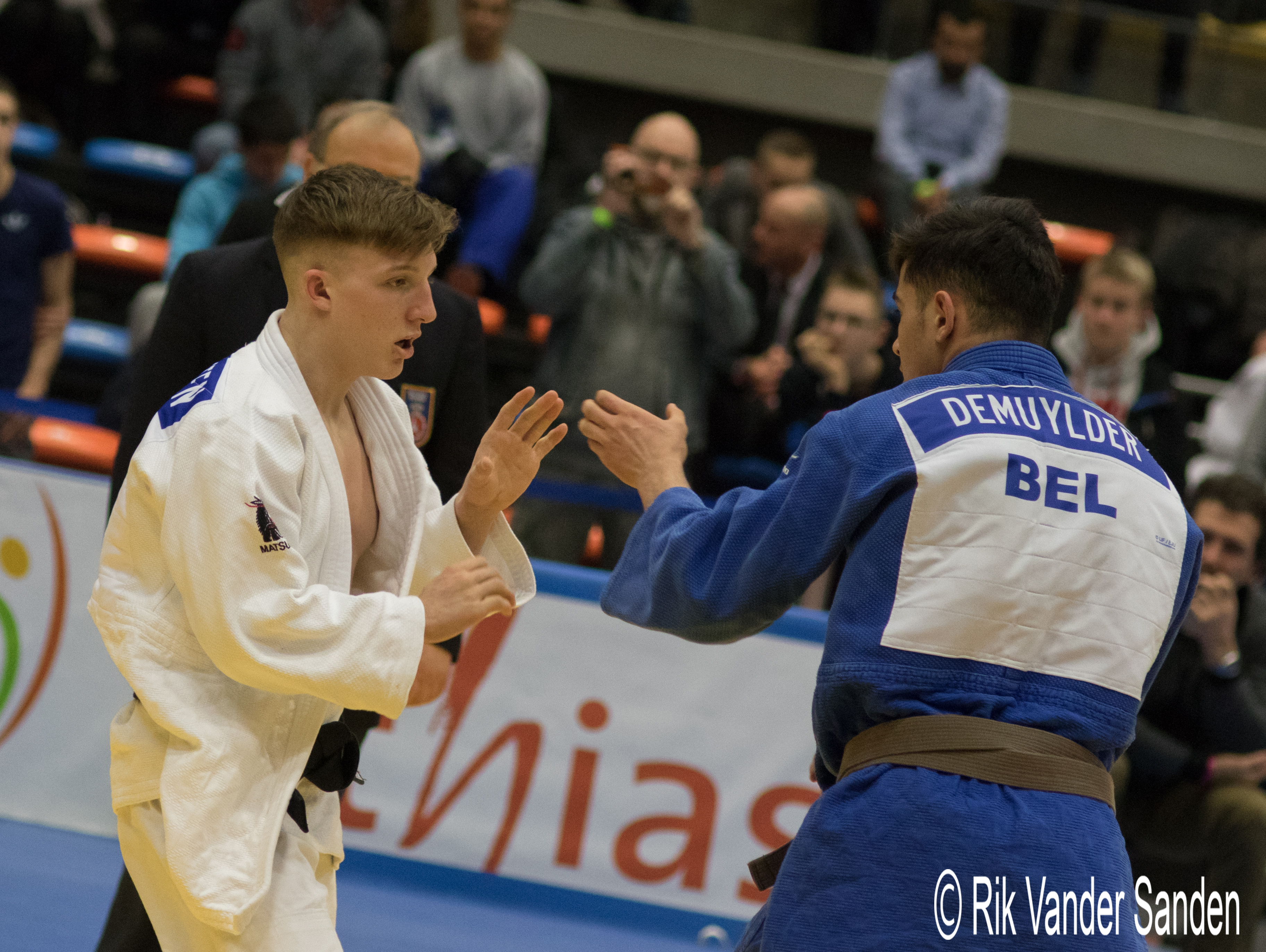
Verstraeten (links) tijdens het BK 2016

Tot zijn dertiende combineerde Verstraeten judo met atletiek. Nadien legde hij zich volledig toe op judo.
Jorre Verstraeten behaalde brons op het EK in Minsk in 2019 en op het EK in Praag in 2020. Begin 2021 kaapt Jorre de gouden medaille weg in het Turkse Antalya op het Judo Grand Slam.
Verstraeten nam deel aan de Olympische Spelen in Tokio in de klasse tot 60 kg, maar kon zich niet plaatsen voor de kwartfinales. Hij verloor in de tweede ronde tegen de latere olympisch kampioen de Japanse judoka Naohisa Takato.
Jorre Verstraeten nam op 21 april 2021 deel aan het televisieprogramma De Container Cup, waar hij het opnam tegen rallyrijder Thierry Neuville.

## Privé
Op 16 juli 2025 trad Verstraeten in het huwelijk met Belgisch meerkampster Noor Vidts.

## Palmares
- Europese kampioenschappen 2019 Minsk -60 kg
- Europese kampioenschappen 2020 Praag -60 kg
- Grand Slam van Antalya 2021 –60 kg
- Europese kampioenschappen 2022 Sofia -60 kg